# Cornèlia (enverinadora)
Cornèlia (en llatí Cornelia o Cornillia) va ser una dama romana que es diu que va enverinar als principals dirigents de la república l'any 331 aC.
Els edils van ser informats per una esclava de la culpabilitat de Cornèlia i altres matrones, i la van agafar amb alguns còmplices mentre preparava drogues. Obligada a beure el que estava preparant, va morir al moment.